# Handels- und Kooperationsabkommen zwischen der Europäischen Union und dem Vereinigten Königreich

1. F7931E Vereinigtes Königreich (UK)
2. 003399 EU-Staaten (Stand 1. Februar 2020)

Das Handels- und Kooperationsabkommen zwischen der Europäischen Union und dem Vereinigten Königreich (englisch EU–UK Trade and Cooperation Agreement) ist in der Hauptsache ein Freihandelsabkommen über Waren und Dienstleistungen zwischen dem Vereinigten Königreich und der Europäischen Union. Daneben enthält es auch zahlreiche Bestimmungen über die Kooperation in anderen Bereichen (wie Strafverfolgung, Justiz, Forschung, Gesundheit und Cybertechnologie). Zudem wurden gesonderte Abkommen zur Zusammenarbeit in Sicherheitsfragen und mit EURATOM geschlossen.
Das Abkommen war nötig geworden, nachdem Großbritannien zum 31. Januar 2020 aus der EU ausgetreten war, um die langfristigen Beziehungen zwischen beiden Seiten zu regeln. Zuvor waren nach jahrelangen Verhandlungen bereits ein Austrittsabkommen und ein Protokoll zu Nordirland vereinbart worden, dessen Übergangsphase jedoch am 31. Dezember 2020 endete.
Das Abkommen trat am 1. Januar 2021 vorläufig in Kraft, nachdem die Präsidenten der Europäischen Kommission und des Europäischen Rats das Abkommen unterzeichnet und das Parlament des Vereinigten Königreichs das Ratifizierungsgesetz verabschiedet hatten. Der Vertragstext wurde am 31. Dezember im Amtsblatt der Europäischen Union veröffentlicht (mit der Übersetzung in 24 Sprachen der EU). Die formelle Ratifizierung des Abkommens durch das Europäische Parlament geschah am 28. April 2021.

## Hintergrund
Das Vereinigte Königreich von Großbritannien und Nordirland trat am 1. Januar 1973 der Europäischen Wirtschaftsgemeinschaft (EWG) bei. Die EWG entwickelte sich schließlich zur Europäischen Union weiter. Beim EU-Mitgliedschaftsreferendum im Vereinigten Königreich 2016 stimmte eine Mehrheit von knapp 52 % der Wähler für den Austritt des Vereinigten Königreichs aus der EU.
Nach dem EU-Austritt des Vereinigten Königreichs mit Ablauf des 31. Januar 2020 galt gemäß dem Austrittsvertrag eine Übergangsphase bis zum Jahresende, in der die langfristigen Beziehungen zwischen dem Vereinigten Königreich und der Europäischen Union neu ausgehandelt werden sollten. Dies gestaltete sich als sehr schwierig, so dass erst am 24. Dezember eine Einigung zwischen der Europäischen Kommission und der Regierung des Vereinigten Königreichs erzielt werden konnte.
Da die Ratifizierung durch die EU-Mitgliedstaaten und das Europäische Parlament nicht mehr bis zum Jahresende möglich war, wurde eine provisorische Anwendung des Vertrages ab 1. Januar 2021 vereinbart, dem die Regierungen der EU-Mitgliedstaaten zugestimmt hatten. Ursprünglich hatte die Präsidentin der EU-Kommission den EU-Abgeordneten zugesagt, dass sie vor einer provisorischen Anwendung konsultiert werden würden, was angesichts des Zeitmangels nicht mehr möglich war.
Am 30. Dezember 2020 stimmte das britische Unterhaus mit deutlicher Mehrheit dem Ratifizierungsgesetz zur Umsetzung des Handels- und Kooperationsabkommens zu. Das Gesetz wurde noch in der Nacht zum 31. Dezember durch das Staatsoberhaupt Elisabeth II. unterzeichnet. Zuvor hatten Ursula von der Leyen und Charles Michel als Präsidenten der EU-Kommission und des Europäischen Rates das Abkommen unterschrieben. Es ist allerdings noch die Zustimmung des Europäischen Parlaments und in einigen Fällen auch die der nationalen Parlamente der Mitgliedstaaten erforderlich. Auf Seiten der EU war dafür ursprünglich der 28. Februar 2021 erwartet worden, die EU-Kommission beantragte in der zweiten Februarwoche dann mehr Zeit für die Ratifizierung des Handels- und Kooperationsabkommens.

## Gliederung des Vertragstextes
Das Inhaltsverzeichnis zeigt eine Gliederung in sieben Teile:
- Teil 1 befasst sich mit grundsätzlichen Bestimmungen für alle Teile und institutionellen Regelungen
- Teil 2 befasst sich mit dem Handel und anderen wirtschaftlichen Aspekten der Beziehung, wie Fischerei, Luftfahrt, Straßentransport und soziale Sicherheit
- Teil 3 befasst sich mit der Zusammenarbeit im Bereich der Strafverfolgung und der Justiz hinsichtlich Strafsachen
- Teil 4 enthält Bestimmungen zur Zusammenarbeit bei Gesundheit und Cybersicherheit
- Teil 5 enthält eine Liste von EU-Programmen, an denen Großbritannien (vorläufig) weiter teilnimmt[20]
- Teil 6 regelt das Verfahren zur Beilegung von Streitigkeiten
- Teil 7 enthält noch abschließende Regelungen

Dem Hauptabkommen wurden zahlreiche Protokolle und Erklärungen von beiden Seiten beigefügt. Außerdem wurden zwei weitere Abkommen geschlossen:
- Das „Abkommen zwischen dem UK und der EU über die Sicherheitsprozesse für den Austausch und den Schutz geheimer Informationen“[6]
- Das „Abkommen zwischen dem UK und Euratom über die Zusammenarbeit in der sicheren und friedlichen Nutzung der Kernenergie“[6]

## Inhalt
Der gefundene Kompromiss beinhaltet:
- Auf Waren, die aus dem Vereinigten Königreich bzw. der EU stammen, werden bilateral keine Einfuhrzölle erhoben, es gibt keine Mengenbeschränkungen für den Import.
- Ein- und Ausfuhrformalitäten werden künftig existieren, sollen aber möglichst einfach gestaltet werden, insbesondere bei Autos, Medikamenten, Chemikalien und Wein.
- Besonders umstritten, obgleich wirtschaftlich eigentlich wenig bedeutend wurde für den Bereich Fischerei eine Übergangsphase von fünfeinhalb Jahren vereinbart, während der die Fangrechte für Fischer aus der EU in britischen Gewässern um 25 Prozent gekürzt werden; ab Juni 2026 soll dann jährlich über die Fangquoten verhandelt werden.
- Im Bereich  Finanzdienstleistungen sind noch Fragen offen, die in den kommenden Monaten geklärt werden sollen.
- Das Vereinigte Königreich steigt aus dem Erasmus-Programm aus, nimmt aber weiter an fünf anderen EU-Programmen teil (am Forschungsprogramm Horizont Europa, am Forschungs- und Ausbildungsprogramm der Europäischen Atomgemeinschaft Euratom, am Kernfusionsreaktorprojekt ITER, am Erdbeobachtungssystem Copernicus sowie am Satellitenüberwachungssystem SST), muss sich dafür im Gegenzug weiter an deren Finanzierung beteiligen.[22]
- Darüber hinaus werden auch die Themen Investitionen, Wettbewerb, staatliche Subventionen, Steuertransparenz, Luft- und Straßenverkehr, Energie und Nachhaltigkeit, Datenschutz und Koordinierung der sozialen Sicherheit geregelt, denn die EU hatte ein Unterlaufen bisheriger Standards befürchtet. Sie musste aber ihre Forderung aufgeben, dass Großbritannien auch zukünftige Änderungen von EU-Standards übernehmen müsse.
- Die bisherige Freizügigkeit entfällt. EU-Bürger benötigen von Oktober 2021 an einen Pass zur Einreise nach Großbritannien. EU-Bürger, die bereits im Vereinigten Königreich leben, können noch bis zum 30. Juni 2021 einen Aufenthaltsstatus beantragen; solche, die ab 1. Januar 2021 einwandern wollen, müssen dagegen bestimmte Kriterien erfüllen, unter anderem soll eine Einkommensschwelle die Zuwanderung von Geringqualifizierten verhindern. Briten verlieren zum Jahreswechsel das Recht, in allen Staaten der Europäischen Union zu leben und zu arbeiten.[23]
- Unter anderem wird ein Gemeinsamer Partnerschaftsrat eingesetzt sowie verbindliche Durchsetzungs- und Streitbeilegungsmechanismen festgelegt.

Eine Zusammenarbeit in den Bereichen Außenpolitik, äußere Sicherheit und Verteidigung ist nicht Gegenstand des Abkommens, da das Vereinigte Königreich hierüber nicht verhandeln wollte.

## Sonderregelungen

### Gibraltar
Gibraltar, das als britisches Überseegebiet nicht unmittelbar zum Vereinigten Königreich gehört, wurde aus dem Vertrag ausgeklammert. Erst Ende Dezember 2020, kurz vor dem Austritt des Vereinigten Königreichs aus dem Europäischen Binnenmarkt, einigten sich Spanien und das Vereinigte Königreich überraschend darauf, dass Gibraltar zum 1. Januar 2021 dem Schengen-Raum beitritt. Die EU-Außengrenze wird sich dadurch an die Häfen und den internationalen Flughafen Gibraltars verlagern. Spanien ist für die Kontrolle der Außengrenze von Gibraltar verantwortlich.

### Nordirland
Aufgrund der starken Verflechtung der Wirtschaft Irlands mit Großbritannien und Nordirland und wegen des Friedensprozesses zu Nordirland wäre eine Zollgrenze zwischen Nordirland und Irland mit großen Problemen verbunden. Andererseits bedeutet eine offene Grenze für die EU eine wirtschaftliche Gefahr für den EU-Binnenmarkt, weil dann Großbritannien und insbesondere Drittstaaten wie beispielsweise USA über eine offene nordirisch-irische Grenze den Zoll umgehen können.

## Handelskonflikt im Jahr 2021
Anfang 2021 kam es unter anderem wegen der Kontroverse um die de-facto Ausfuhrbeschränkungen für in Großbritannien hergestellte SARS-CoV-2-Impfstoffdosen von AstraZeneca, aber auch wegen der noch unzureichenden praktischen Umsetzung der komplizierten Regelungen für Nordirland zu gegenseitigen Vorwürfen zwischen dem Vereinigten Königreich und der EU.